# Thomas Modrej
Thomas Modrej (* 25. April 1973 in Klagenfurt) ist ein österreichischer Komponist, Musiker und Lehrer.

## Leben
Thomas Modrej erhielt ab dem 11. Lebensjahr Musikunterricht in Tenorhorn und Posaune sowie ab dem 15. Lebensjahr Klavierunterricht. Im Jahr 1993 schloss er am Musischen Realgymnasium Klagenfurt mit der Matura ab. Im Jahr 1996 absolvierte er am Kärntner Landeskonservatorium Klagenfurt das Kapellmeister-Seminars mit Auszeichnung und im Jahr darauf erfolgte die Staatliche Lehramtsprüfung zum Hauptschullehrer in den Fächern Deutsch und Musikerziehung. Am Kärntner Landeskonservatorium Klagenfurt folgte in den Jahren von 1998 bis 2005 ein Studium in Orchesterdirigieren bei Wolfgang Czeipek sowie Tonsatz und Komposition bei Alfred Stingl, welches er im Jahr 2005 mit Auszeichnung abschloss.
In den Jahren von 1992 bis 1999 war Modrej Chorsänger im Extrachor des Stadttheaters Klagenfurt (Stimmfach Bariton: Oper, Operette, Musical, Konzert). Von 1999 bis 2004 folgte eine Lehrtätigkeit als Hauptschullehrer in den Fächern Deutsch und Musikerziehung sowie eine Professur am Kärntner Landeskonservatorium Klagenfurt für Komposition, Musiktheorie und diverser pädagogischer Fächer.
Thomas Modrej gründete das Ensemble Salonorchester IMPERIAL mit dem Schwerpunkt auf Tanz- und Unterhaltungsmusik von 1900 bis 1970 und spielt als Posaunist in Lee Harper Little Big Band. Er ist Juror und Juryvorsitzender bei Landeswettbewerben von Prima la musica und war Juror beim Kompositionswettbewerb des Murau International Music Festivals, welches im Jahr 2019 letztmals stattfand.
Derzeit hat Thomas Modrej eine Professur für Musiktheorie und Komposition an der Gustav Mahler Privatuniversität Kärnten inne. Er wird von den Musikverlagen Universal Edition und Klanggarten Publishing verlegt.

## Auszeichnungen
- 2003: Kulturpreis des Landes Kärnten Förderungspreis für Musik[2]
- 2006: Theodor Körner Fonds Förderpreis für Musik[2]

## Werke
- Wörther-See Miniaturen – Saxophonorchester und Klavier (2000)[5]
- Streichquartett „impressio anni millenii“ – Quartett für zwei Violine, Viola und Violoncello (2002)[5]
- Orchesterlieder „du guoter tot“ für Tenor, Bariton und Orchester – Besetzung: Orchester und Solostimme(n) (2002)[5]
- d’accordo con giovanni – Solo für Violine (2003)[5]
- Invention, Abstraktion und Essenz – Solo für Klavier (2004)[5]
- Hauptabendprogramm – Kammeroper (2004–2005)[5]
- Etude inconsistant – Quintett für Altflöte, Altsaxophon, Vibraphon, Klavier und Akkordeon (2005)[5]
- „obnove – Nacherzählungen“ – Sieben Orchesterlieder für Bariton und Orchester (2006)[5]
- Wellen der Zeit – für 13 Blechbläser, 3 Schlagwerker und einen Sprecher (2006)[5]
- Domitian – Oratorium für Chor, Orchester und Solostimme(n) (2006)[5]
- Und Mozart…? I – sinfonische Orchestermusik (2006)[5]
- Maximilian and Carlota – Dancing On The Volcano – Orchesterarrangements (2007)[5]
- Filmmusik – zum ersten Stummfilm Kärntens (2007)[5]